# 粗茎鱼藤
粗茎鱼藤（学名：Derris scabricaulis），为豆科鱼藤属下的一个植物种。